# Polmos

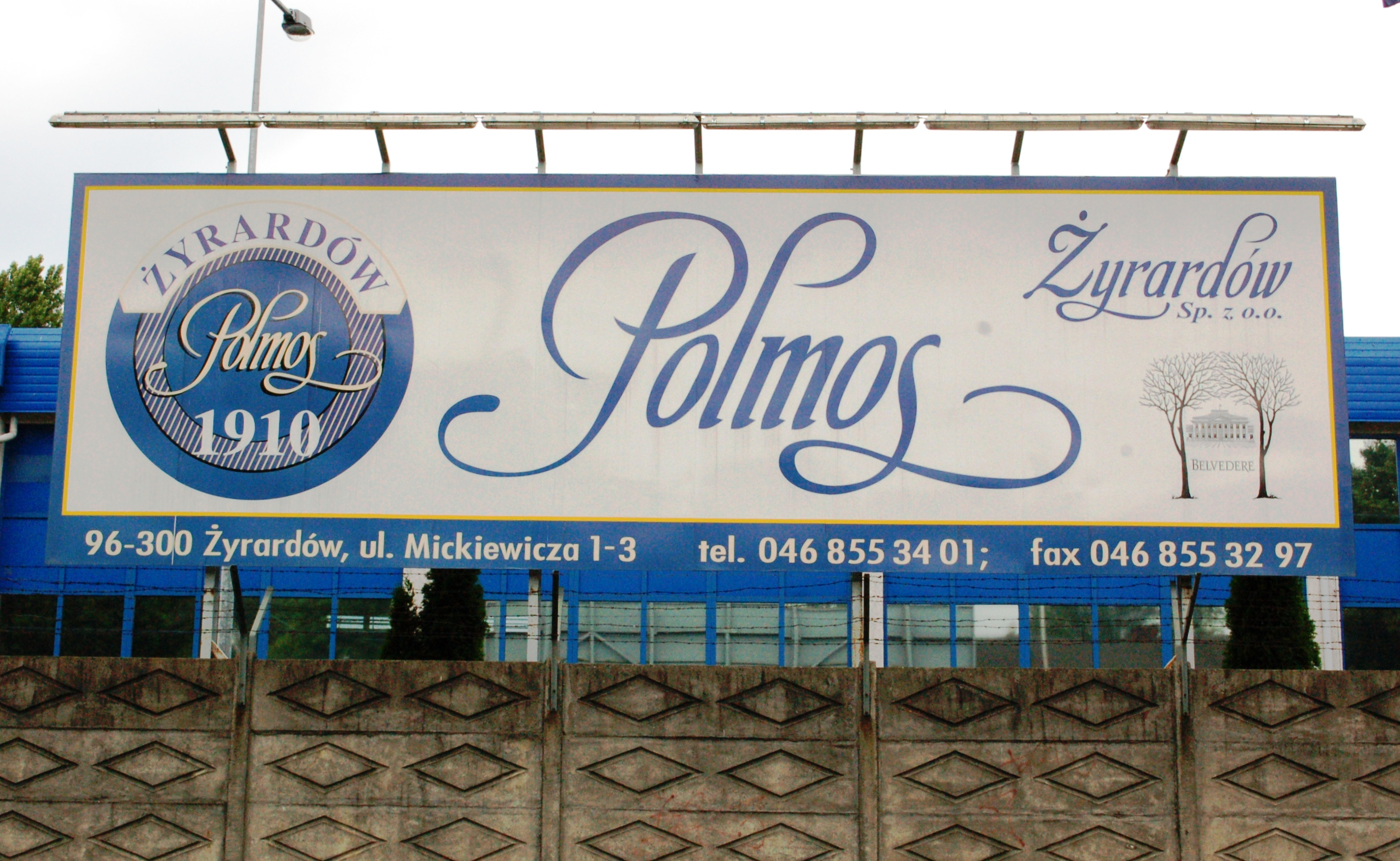
Outdoor de uma das empresas que atualmente exploram a antiga estatal Polmos

Polmos (acrônimo de Polski Monopol Spirytusowy) foi uma empresa estatal polonesa, responsável pela fabricação e comercialização de bebidas alcoólicas no pais.
Fundada em 1919 para a coordenação da produção de bebidas destiladas em todo o país. Durante a Segunda Guerra Mundial, a Polmos deixou de operar e após o conflito, retomou suas atividades, agora com sua sede em Varsóvia. Em 1972, transformou-se na Państwowe Przedsiębiorstwo Przemysłu Spirytusowego e em 1989, com a Queda do Muro de Berlim, a empresa deixou de ser estatal e suas linhas de produção foram transferidas para várias empresa da iniciativa privada. Muitas desta mantiveram a denominação Polmos como forma de manter a tradição comercial dos produtos. 
São aproximadamente 20 empresas que receberam o espólio da Polmos e a principal, é a PPS Polmos w Warszawie S.A., que produz a mais conhecida belida destilada produzida na polônia, o álcool retificado Spiritus Rektyfikowany, uma das bebidas com maior teor de álcool do mundo.